# Norme bancarie uniformi
Le norme bancarie uniformi erano degli schemi contrattuali predisposti dall'ABI e caldamente raccomandati dall'associazione a tutte le banche aderenti per regolare i rapporti con la clientela.

## Indagine della Banca d'Italia
Il 23 novembre del 1993 la Banca d'Italia esercitò un'attività ispettiva e rilevò i seguenti accordi:
- Norme che regolano i conti correnti di corrispondenza e servizi connessi;
- Norme relative al servizio incassi speciali;
- Condizioni generali uniformi relative al servizio elettronico incassi di ricevute bancarie;
- Norme che regolano il servizio garanzia assegni e/o eurocheque;
- Norme che regolano i servizi Bancomat. P.O.S.;
- Norme uniformi per il servizio di cassa continua;
- Norme uniformi per i depositi in conto corrente;
- Norme uniformi per i "depositi fruttiferi" (libretti di risparmio);
- Norme regolamentari riguardanti certificati di deposito a breve termine;
- Norme per i depositi di titoli a custodia ed amministrazione e di titoli e valori a semplice custodia;
- Norme per i depositi a custodia chiusi;
- Norme per il servizio delle cassette di sicurezza;
- Contrattualistica relativa alle attività di cui alla legge n. 1/91;
- Condizioni generali uniformi relative all'apertura di credito utilizzabile in conto corrente;
- Condizioni generali uniformi per l'apertura di credito e le anticipazioni bancarie su pegno di merce e/o su documenti rappresentativi di merci;
- Condizioni generali uniformi per l'apertura di credito e le anticipazioni bancarie garantite da titoli costituiti in pegno;
- Condizioni generali uniformi per l'apertura di credito utilizzabile in conto corrente agrario;
- Contratto di finanziamento artigiano;
- Norme bancarie uniformi relative alle fideiussioni;
- Condizioni generali uniformi relative alla costituzione in pegno di titoli e valori a garanzia: a) di operazioni comportanti rischi; b) di crediti derivanti da sconto o negoziazione di effetti cambiari;
- Norme bancarie uniformi relative al pegno su saldo di conto corrente o di deposito bancario nominativo; al pegno di credito; alla cessione di crediti e al mandato irrevocabile all'incasso di crediti;
- Norme relative alle operazioni di "interest rate swap" e di "domestic currency swap" tra aziende di credito e/o società finanziarie.

## La vertenza sull'anatocismo
Il definitivo tramonto del sistema delle norme bancarie uniformi lo si è avuto nel 2004 con la vertenza sull'anatocismo: l'Adusbef impugnò le norme e la Cassazione travolse il sistema con la sentenza 7 ottobre 2004.